# Associazione dei porti italiani
L'Associazione Porti Italiani, abbreviato in Assoporti, è un'associazione senza scopo di lucro che rappresenta i porti nazionali amministrati dalle Autorità di Sistema Portuale (AdSP) istituite in seguito all'entrata in vigore il 15 settembre del 2016 del decreto legislativo n.169 del 2016 (GU 31 agosto 2016). Assoporti è membro dell'Organizzazione dei porti marittimi Europei (ESPO).
Ha sede a Roma e dal 12 maggio 2021 il presidente è Rodolfo Giampieri.

## Funzioni
Assoporti svolge le seguenti funzioni :
1. rappresenta ed appoggia unitariamente le Autorità di Sistema Portuale dinanzi agli organi centrali dello Stato (Parlamento, Governo, Regioni), alle pubbliche Autorità in genere e agli Organi responsabili dell'Unione europea;
2. rappresenta le Autorità di Sistema Portuale associate nei rapporti con le OO.SS. dei dipendenti delle AdSP stesse e dei lavoratori portuali, con le organizzazioni nazionali di categoria e con le organizzazioni internazionali legate al settore marittimo portuale.
3. promuove la soluzione delle questioni di ordine generale relative agli associati nelle adeguate sedi;
4. promuove tutte le alleanze possibili con altre modalità di trasporto, a favore dell'intermodalità;
5. raccoglie documenti e statistiche su relazioni annuali delle singole AdSP, nonché atti, relazioni aggregati, studi e ricerche;
6. offre al Ministero delle Infrastrutture e dei Trasporti, ai Ministeri interessati e all'Unione europea la consultazione dei documenti e il contributo relativo a tematiche portuali.

## Associati

### Autorità di Sistema Portuale
Aderiscono ad Assoporti le Autorità di Sistema Portuale,istituite ai sensi del decreto legislativo n.169 del 2016 (GU 31 agosto 2016) oppure le Autorità Portuali , cui viene affidato un ruolo strategico di indirizzo, programmazione e coordinamento del sistema dei porti della propria area.
I 54 porti sono circoscritti all'interno delle seguenti autorità:  AdSP del Mar Ligure Occidentale,  AdSP del mar Ligure Orientale,  AdSP del Mar Tirreno Settentrionale;  AdSP del Mar Tirreno Centro-Settentrionale,  AdSP del mar Tirreno Centrale,  AdSP del Mare di Sardegna (archiviato dall'url originale il 28 novembre 2018).,  AdSP del mare di Sicilia Orientale, AdSp dei Mari Tirreno Meridionale, Jonio e dello Stretto (non ancora costituita),  AdSP del Mar Ionio,  AdSP del Mar Adriatico Centrale,  AdSP del Mar Adriatico Centro Settentrionale,  AdSP del Mar Adriatico Meridionale,  AdSP del Mar Adriatico Orientale,  AdSP del Mar Adriatico Settentrionale.

### Camere di commercio, industria, artigianato e agricoltura e Unioncamere
Sono associati di Assoporti la Camera di commercio, industria, artigianato e agricoltura di Cagliari, Carrara e Sassari, nonché Unioncamere, l'ente pubblico che rappresenta istituzionalmente il sistema camerale italiano, fondato nel 1901 al fine di realizzare e gestire le attività delle Camere di commercio attraverso il coordinamento delle iniziative e l'attuazione di direttive e indirizzi agli organismi che ne fanno parte .

## Organi dell'Associazione
Gli Organi dell’Associazione sono:
- il Presidente;
- l’Assemblea degli associati;
- il Revisore dei Conti;
- il Segretario Generale.